# 4102 Gergana
4102 Gergana este un asteroid din centura principală, descoperit pe 15 octombrie 1988 de Wioleta Iwanowa.